# Kathrine Taylor
Kathrine Taylor of Kathrine Kressmann Taylor (Portland (Oregon), 1903 – 1996) was een Amerikaans schrijfster. Haar bekendste werk is de novelle Address Unknown (Adres onbekend) uit 1938, waarin de verschrikkingen van het nationaalsocialisme in Duitsland worden verbeeld in de beschrijving van de teloorgang van een vriendschap tussen twee mannen. Ze gaf gedurende negentien jaar les aan het Gettysburg College in Pennsylvania.

## Levensloop
De schrijfster werd geboren als Kathrine Kressmann. Ze huwde in 1928 met reclameman Eliott Taylor. In 1938 publiceerde ze het verhaal Address Unknown (Adres onbekend). Omdat dit verhaal volgens haar man en volgens de redactie van het tijdschrift Story 'te sterk' was 'om onder een vrouwennaam te verschijnen', nam ze de naam Kressmann Taylor als schuilnaam aan. Ze zou dit pseudoniem de rest van haar leven blijven gebruiken.
Adres onbekend handelt over twee van oorsprong Duitse mannen die samen een kunsthandel hebben in het Californië van begin jaren dertig. Max Eisenstein is joods. De ander, Martin Schulse, keert in 1932 met zijn gezin terug naar Duitsland. Zijn joodse vriend blijft achter in Californië; het verhaal wordt verteld in de vorm van correspondentie tussen de mannen. Martin raakt al snel onder de indruk van het nationaalsocialistische regime en wordt daarom steeds afhoudender voor contact met zijn voormalige joodse vriend. Als Martin ook nog weigert om de zus van zijn vriend te helpen, die in doodsnood zit, komt aan de vriendschap definitief een einde.
Het verhaal werd een succes. Het tijdschrift Reader's Digest herdrukte het, in een oplage van ongeveer drie miljoen exemplaren, en uitgeverij Simon and Schuster bracht het uit als een boek. Vertalingen in onder meer het Nederlands en Duits volgden. In 1944 werd het in Amerika verfilmd.
Na de oorlog raakte Taylor enigszins in vergetelheid, hoewel ze bleef schrijven. In 1966 emigreerde ze naar Italië, waar ze zich vestigde in Florence. In 1967 trouwde ze daar met de beeldhouwer John Rood, wiens naam ze aannam; op haar grafsteen staat Mrs. John Rood.
In 1995 werd Taylor herontdekt toen uitgever Story Press Adres onbekend opnieuw als boek uitgaf, ter herinnering aan de vijftigjarige bevrijding van de concentratiekampen. Sindsdien werd het boek in twintig talen vertaald; alleen in Frankrijk al werden er zeshonderdduizend exemplaren van verkocht. Het verhaal werd bovendien omgewerkt voor het toneel en in verschillende landen, waaronder Israël uitgevoerd. In 2007 werd Adres onbekend door acteurs Carol van Herwijnen en Huib Rooymans gespeeld in het Parool-theater in Amsterdam.
In 1996 overleed de schrijfster.